# Santandrà
Santandrà è una frazione del comune di Povegliano, in provincia di Treviso.

## Geografia fisica
Si trova a sud del capoluogo comunale, vicino a Villorba e a Ponzano Veneto. Appena oltre il confine comunale scorre il torrente Giavera.
Il paese è stato attraversato da metà del 1500 sino al 1950-1960 dal canale di irrigazione Brentella, costruito dai veneziani su decreto del doge Francesco Foscari e supervisionato dal famoso architetto Fra' Giocondo.
Il tracciato della Ciclovia Monaco-Venezia nel territorio di Santandrà comprende le seguenti strade:
- Borgo Sant'Andrea
- Via dei Caduti
- Via Barrucchella

I quartieri di Santandrà sono: 
- Porteghi
- Preve
- Cagnan
- Broi

## Storia
La presenza in età romana fu certamente rilevante, vista la vicinanza al municipium di Treviso, la quale è ancora testimoniata dai resti di una centuriazione; l'attuale Via Barucchella era un decumano dell'agro centuriato travisino.
Santandrà è citata per la prima volta in un diploma del 994, "Sanctus Andrea, prope Paulanum" (Sant'Andrea vicino a Povegliano) e consisteva in un grosso borgo quasi certamente fondato dai monaci Benedettini Cassinesi di Nervesa, con il quale Ottone III concedeva delle terre a nord della Via Postumia, al conte Rambaldo da Collalto,conte di Treviso, il quale nel 1081 lo diede in dono ai monaci Benedettini. Il borgo restò legato all'Abbazia di Nervesa fino al 1866 anno in cui il Papa Pio IX lo incorporò assieme a Lovadina, Spresiano e Villorba alla diocesi di Treviso. Dal 1231 la cappella dipese dall'abbazia di Nervesa ma, nel 1344 risulta passata alla pieve di Povegliano,.

### Il dominio veneziano
Sotto la Repubblica di Venezia la popolazione poté godere di un clima di pace e sviluppo, turbato solo dalla parentesi della guerra della Lega di Cambrai. L'economia agricola fu monopolizzata dagli enti religiosi e dai nobili veneziani e trevigiani, i quali eressero diverse ville. Per quanto riguarda l'amministrazione, Santandrà assieme a Povegliano e Camalò, fu assegnata alla Campagna di Sotto, uno degli otto quartieri che componevano la podesteria di Treviso.

### L'Ottocento
Dopo la caduta di Venezia (1797), la zona attraversò un momento di incertezza politica causato dall'avvicendarsi del dominio francese e austriaco. Nel 1807, sotto Napoleone, viene istituito il comune di Povegliano con frazioni Santandrà e Camalò ma, una definitiva sistemazione territoriale si ebbe a partire dal 1814 con la nascita del Regno Lombardo-Veneto.
Dai francesi si passò agli austriaci che avevano nel Lombardo Veneto i loro territori economicamente più avanzati e poi nel 1866 al Regno d'Italia con la gente che dovette constatare come l'unione avesse comportato nuove e più pesanti tasse al posto di quelle austriache. Gli anni successivi sono quelli della grande emigrazione per le Americhe e la Francia in cerca di fortuna.

### Dal Novecento ad oggi
Durante il primo conflitto mondiale, Santandrà non fu mai scenario diretto di scontri ma, anche qui si vissero tutte quelle ripercussioni che comportava una guerra combattuta a pochi chilometri di distanza (dista circa km. 10 da Nervesa della Battaglia e Ponte della Priula). Il paese divenne luogo di passaggio ed organizzazione delle immediate retrovie. Fu, assieme a Povegliano e Camalò, un punto strategico per l'ammassamento e lo smistamento delle truppe. Si trovava inoltre in mezzo tra il campo di aviazione Povegliano-Villorba-Arcade , operativo ai fini dell'addestramento della 79ª Squadriglia dell'Aeronautica Militare Italiana (la prima squadriglia caccia fu guidata da Antonio Reali, Francesco Baracca, Antonio Chiri e Guglielmo Fornagiari) ed il campo trincerato di Treviso. Santandrà fungeva da retroguardia della linea del Piave. Il paese fu sgomberato, per ben due volte, l'11 novembre 1917 e il 27 aprile 1918; la popolazione fu trasferita velocemente nei paesi vicini. I pochi abitanti che non evacuarono, furono autorizzati a rimanere ed avevano il compito di difendere le abitazioni dai saccheggiamenti e svolgere tutte le attività necessarie per rendere possibile l'accampamento ed il movimento dei soldati, approfittando, in caso di bombardamenti, delle trincee e dei rifugi per nascondervisi.
Oltre ai disagi procurati dall'esercito italiano, si aggiunsero poi le offensive austro-tedesche che, dall'altra parte del Piave, non risparmiarono il paese dai bombardamenti, granate ed incursioni aeree. I danni agli edifici furono tutto sommato limitati soprattutto se raffrontati con quelli subiti dai paesi più a ridosso della linea del fronte, dove i paesi furono rasi al suolo dagli austriaci. La fanteria italiana si installò presso Villa Agostini (confine tra Povegliano e Cusignana) e le truppe inglesi occuparono il Lazzaretto di Camalò.
Molti furono i soldati caduti in quei giorni ad essere seppelliti in paese e riesumate successivamente le salme per essere restituite alle famiglie di origine, che ne avevano fatto richiesta.
In Via Treviso, confinante con Via Santandrà (Ponzano Veneto), a nord della Postumia, vi è una trincea, recuperata e restaurata, che è quanto rimane di un pezzo del campo trincerato di Treviso. I lavori per la sua costruzione furono abbozzati nel 1916 ma, la costruzione vera e propria ebbe inizio subito dopo la Battaglia d’arresto sulla linea Grappa-Piave del novembre-dicembre 1917 e terminò nell’estate 1918. Per la costruzione dell’opera, sotto la direzione del Genio Militare, furono impiegati migliaia di operai militarizzati provenienti da tutta Italia ma, anche donne e ragazzi del luogo, che lavoravano a turni, giorno e notte, feste comprese. Il tratto recuperato è costituito da una casamatta, con lo spazio per due mitragliatrici che puntavano verso il Montello.
La Seconda Guerra Mondiale lasciò una traccia profonda tra la popolazione specialmente a causa delle incursioni quotidiane dei nazifascisti a caccia di partigiani e di giovani renitenti alla leva. Alla fine del conflitto nel maggio del 1946, tutto il paese partecipò compatto alla processione, che si svolge tuttora ogni anno, in onore della Madonna per ringraziarla di aver preservato il paese dai mali della guerra. La statua della Madonna era portata, fino a quanto è rimasto in vigore il servizio militare obbligatorio, sulle spalle dei ragazzi appartenenti alla classe di nascita che era stata chiamata a svolgere il servizio militare di leva.
La crisi economica alla fine della Seconda Guerra Mondiale porterà ad un nuovo fenomeno di emigrazione verso le Americhe, Australia, Francia, Belgio, Svizzera e Germania.

## Monumenti e luoghi d'interesse

### Architetture religiose

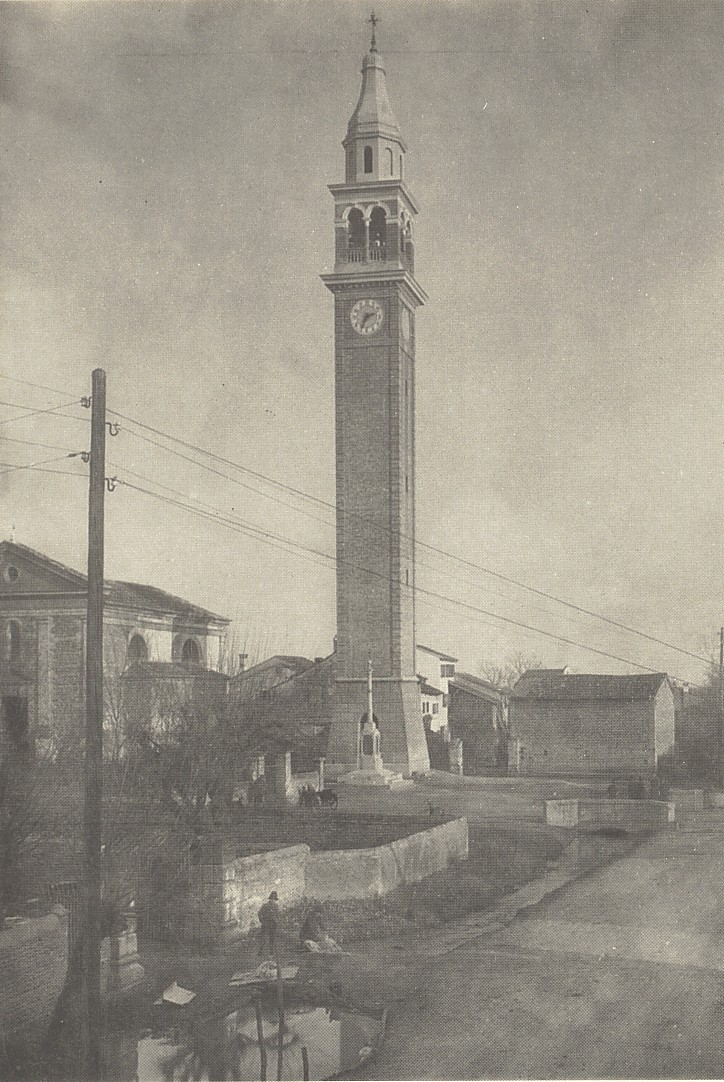
Il campanile di Santandrà nel 1930

#### Chiesa parrocchiale
La costruzione della prima chiesa del paese va fatta risalire tra il 1000 e il 1100 d.C. ed era strettamente dipendente dalla capo-pieve Povegliano e fu per lungo tempo una "filiale" di quella arcipretale di Povegliano. Venne ricostruita nel 1668 e riaperta al culto qualche anno dopo. Tra il finire del 1800 e gli inizi del 1900 fu oggetto di ampi lavori di ampliamento per adattarla alle esigenze della popolazione.
L'edificio si presenta esternamente con una facciata a capanna. Gli interni sono a navata unica, con quattro altari laterali e l'altare maggiore risalente al XVII secolo e rimaneggiato nel XVIII. Degna di nota è la pala Cristo morto, Sant'Andrea e altri santi.

#### Il campanile
Storia singolare quella del campanile, fu demolito agli inizi del 1900 per evitare una rovinosa caduta. I lavori di ricostruzione iniziarono nel 1910 grazie al generoso contributo della popolazione, ma vennero sospesi durante la Grande Guerra del 1915/1918 e ultimati dopo alterne vicende il 14 Dicembre 1923.
Nelle fasi più cruciali degli scontri della Prima Guerra Mondiale l'erigendo campanile venne utilizzato dalle truppe italiane come osservatorio e venne anche preso di mira dall'artiglieria nemica che però non lo colpì, andando a finire su una casa poco distante,causando una vittima.

#### Sacelli
Da sempre simbolo della devozione popolare un tempo assai diffusa in tutti i paesi di campagna sono collocati per le vie del paese. Un tempo era consuetudine fare la riverenza e dire particolari preghiere di ringraziamento o per chiedere delle grazie.
Il Sacello di Via Caduti, di chiara impronta palladiana, è il più "famoso" del paese, data la vicinanza con le ex scuole elementari, ed è anche il più vecchio in quanto risultante già presente in una mappa del paese del 1763. All'interno una pala raffigura la Madonna col Bambin Gesù, avvolta da una nube in un cielo con riflessi oro e argentei. In basso in primo piano è seduto San Rocco, che su indicazione di un Angelo si sta guardando la ferita al ginocchio.

#### Monumento ai Caduti
In Piazza Chiesa vi è un monumento dedicato ai caduti e dispersi delle Guerre Mondiali del paese, si compone di un basamento quadrangolare da cui si dipartono due gradini che portano a quattro facce delimitate da delle colonnine. Sulle facce sono incisi i nomi dei caduti. Un'altra colonna parte dal centro del monumento e svetta verso il cielo con in cima la croce.
Agli angoli del monumento, alcune delle granate cadute nel territorio del paese.

### Edifici civili

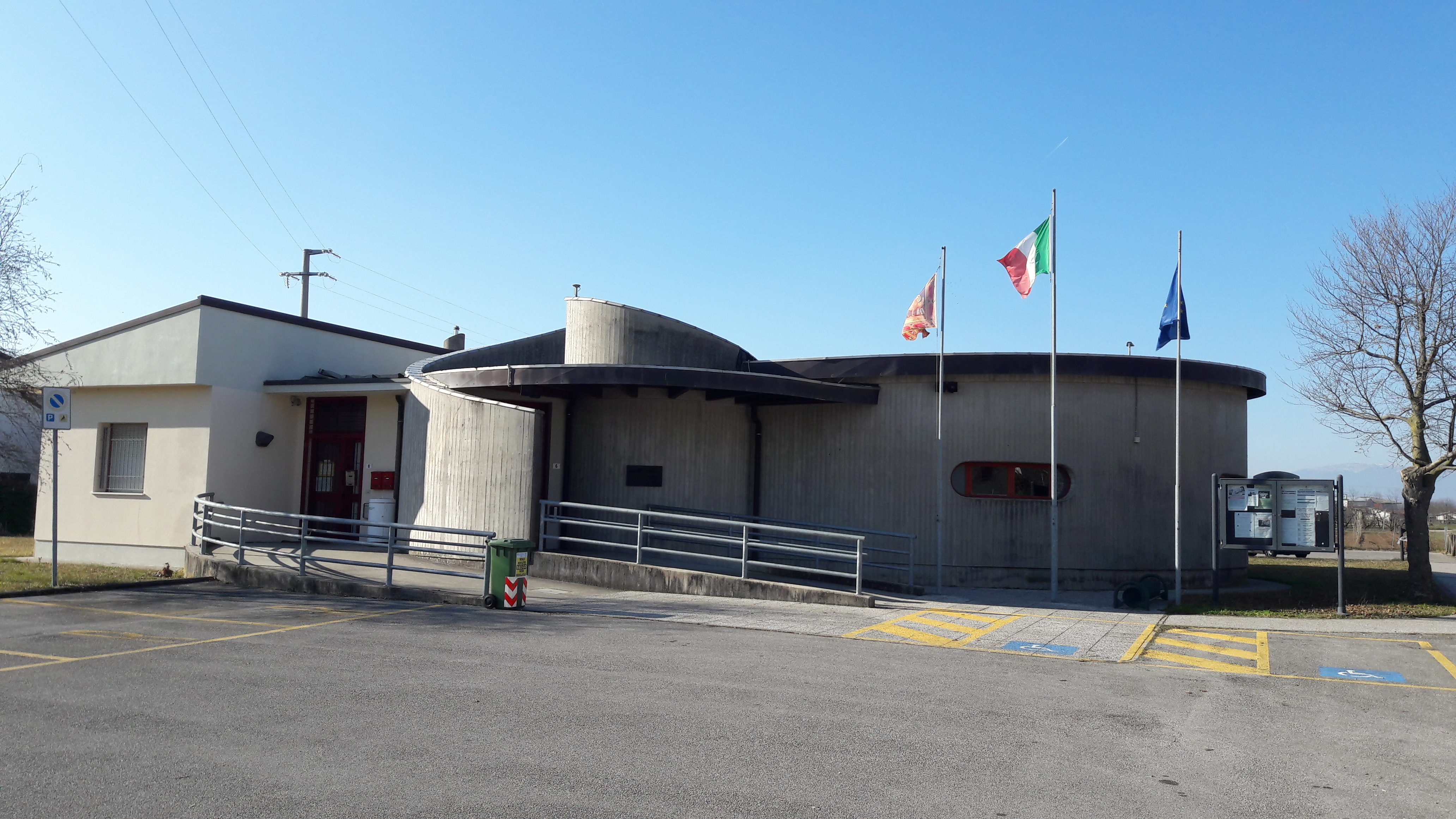
Centro Sociale "Alessandro Gasparetto"

Il tessuto urbano di Santandrà è costituito da basse abitazioni a schiera allineate lungo la strada principale (Borgo Sant'Andrea). Emergono però alcuni palazzi signorili che si distinguono per la mole e l'eleganza delle linee.

#### Centro Sociale "Alessandro Gasparetto"
L'Amministrazione comunale nel 1999 ha realizzato un elegante edificio adibito alle attività civiche e di aggregazione dell'intero comune. Lo ha intitolato a Alessandro Gasparetto, (*1946-1981)  un giovane elettricista volontario di Povegliano, che sacrificò la vita durante le convulse attività di soccorso ai terremotati dell'Irpinia il 1 gennaio 1981 presso il comune di Teora, della provincia di Avellino.

#### Villa Mantelli, Genovese
Detta altrimenti casa Tasca, Bonan, sita in Borgo Sant'Andrea, nel 1600 fu sede di un monastero benedettino cassinese dipendente dall'abbazia di Nervesa. Nel 1700 l'immobile fu acquistato dalla famiglia Mantelli di Venezia che lo convertì in villa di campagna. Passò poi ai Tasca e ai Bonan.
Difficile dare una visione unitaria del complesso che risente oggi di varie manomissioni, alcune legate al frazionamento della proprietà.
La villa si innalza su tre livelli di cui l'ultimo è un sottotetto che è stato successivamente rialzato. Al centro si trova il tipico volume conclusivo delle ville venete, passante sui due fronti principali e coronato da un timpano. Sul lato sud le aperture del sopralzo sono delimitate da lesene (con tracce di intonaco colorato), poggianti su una cornice modanata, a sua volta sostenuta da altre lesene più tozze con una seconda cornice sottostante. Le aperture sono tutte architravate, tranne quelle centrali del primo piano e del volume rialzato, ad arco.

#### Casa Menegazzi
Sita in Borgo Sant'Andrea, tra il 1600 e il 1700 fu dei nobili veneziani Dolfin, mentre una parte era del monastero di Ognissanti di Treviso. Passò in seguito alla contessa Menegazzi.
Su un lato della facciata principale si apre un grande portale carraio ad arco; qui si trovavano in origine i magazzini. Dall'altra parte, al primo piano, si apre una trifora centinata con colonnine e capitelli di ordine corinzio. Un tempo era delimitata da un balconcino in pietra, mentre oggi è chiusa da una brutta veranda di alluminio.

#### Casa Zanatta
Risale al 1700. In questo periodo, risultava del signor Mondicardo di Treviso.
La casa padronale e gli annessi si allineano lungo Via Treviso rivolgendo a nord, verso la strada, il fronte principale. A sud, invece, si estendevano le campagne, oggi urbanizzate. Lo spazio verde attorno al complesso era delimitato da un caratteristico muro di ciottoli e mattoni di cui resta un tratto.
Il corpo centrale è un solido volume a pianta quasi quadrata, sviluppato su tre piani e concluso da un tetto a padiglione poggiante su una cornice dentellata. I due fronti sono pressoché identici (differiscono per alcuni ornamenti aggiunti in epoca recente), facendo intuire che gli interni sono simmetrici e tripartiti. Al centro di ogni facciata si apre una coppia di monofore con profilo centinato, delimitate da poggioli poco sporgenti. Come si può osservare sul fronte nord, anche le altre aperture del primo piano, oggi rettangolari, erano ad arco.

#### Casa Dal Gobbo
Antico edificio in Borgo Sant'Andrea abitato nel 1700 dai veneziani Franceschi. Loro era lo stemma raffigurato su una patera posta un tempo sopra l'ingresso.

#### Casa Tesser
Costruzione dominicale in Via dei Caduti, appartenuta ai nobili Carretta nel 1700. Un tempo, gli interni erano ornati affreschi.

#### Villa Bonisiol
Altra abitazione storica a tre piani in Via dei Caduti, non più abitabile perché pericolante. Resistono tracce di decorazioni sugli esterni.

## Galleria d'immagini

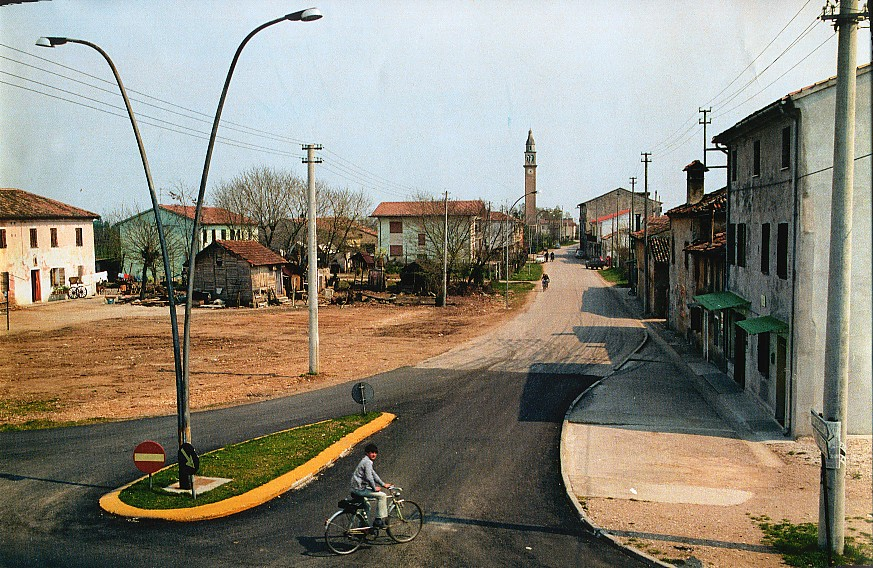
Santandrà, Borgo Sant’Andrea vista dall'incrocio (anni ‘70)
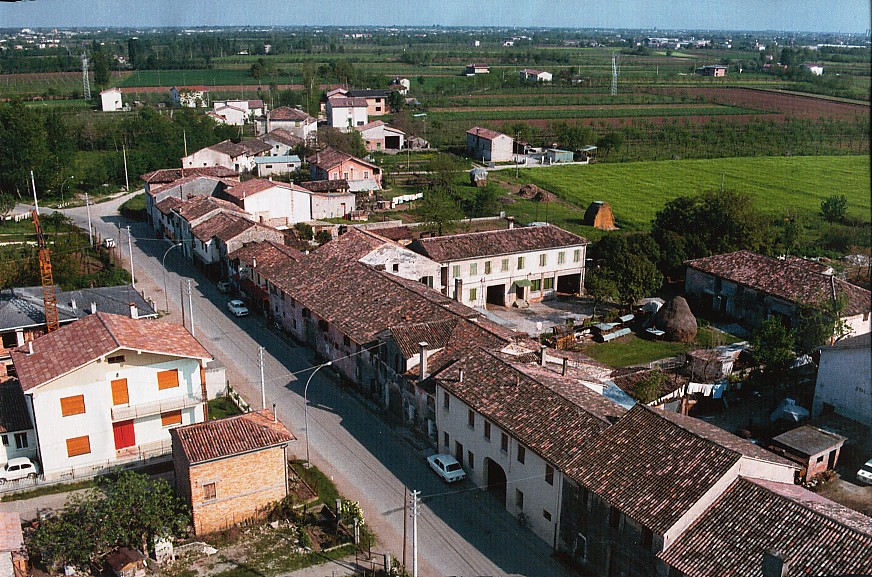
Santandrà vista dal campanile, guardando verso Est (anni ‘70)
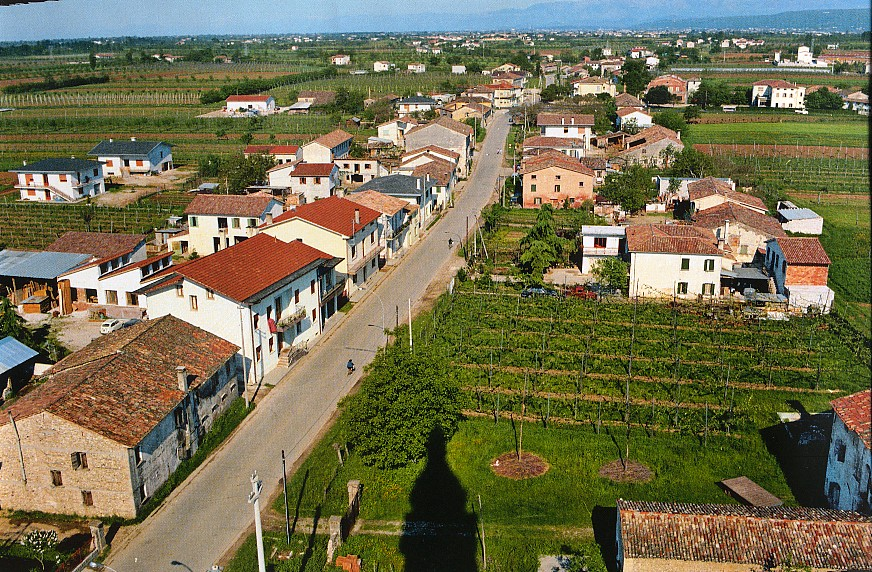
Santandrà vista dal campanile, guardando verso Ovest (anni ‘70)
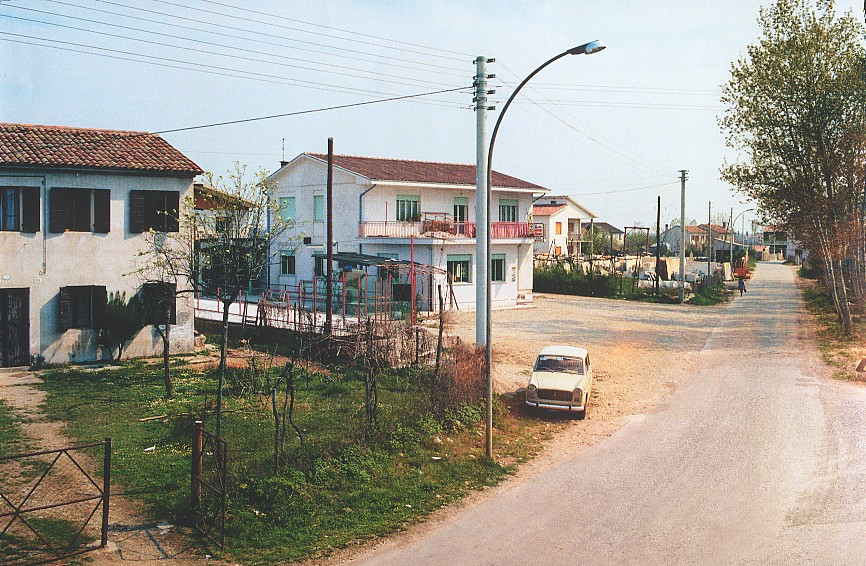
Santandrà, Ponte della Mola in Borgo Sant’Andrea verso Villorba (fine anni ‘60)
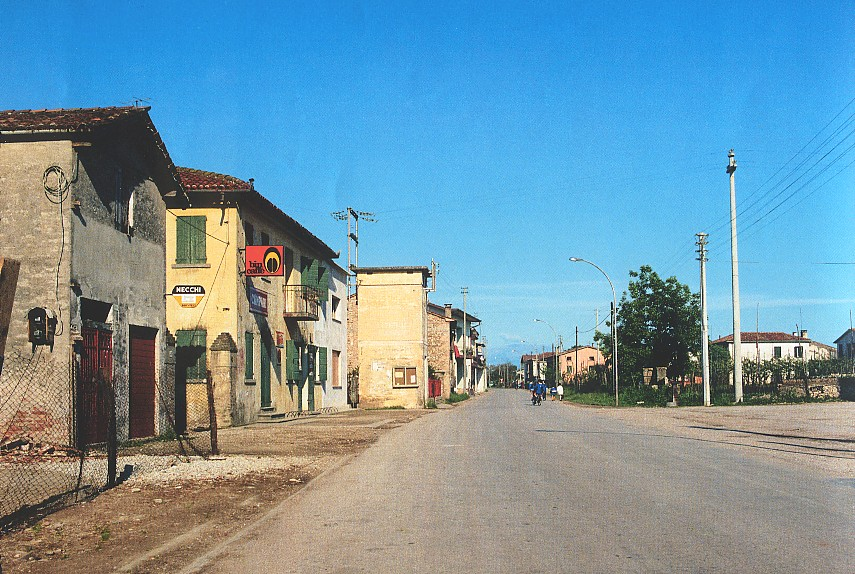
Santandrà, Borgo Sant’Andrea e Piazza Chiesa (anni '70 - '80)
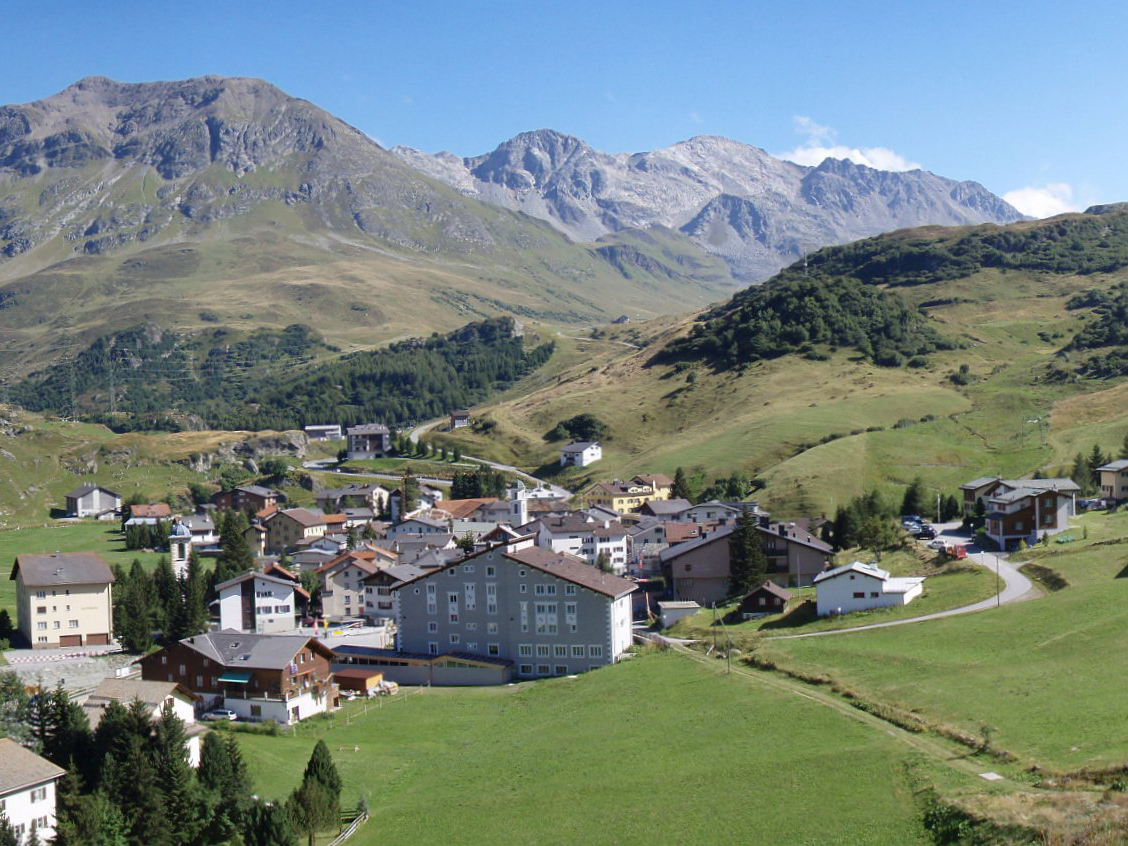
Santandrà, intersezione tra Via Barucchella e Via dei Caduti (Foto Anni 80)
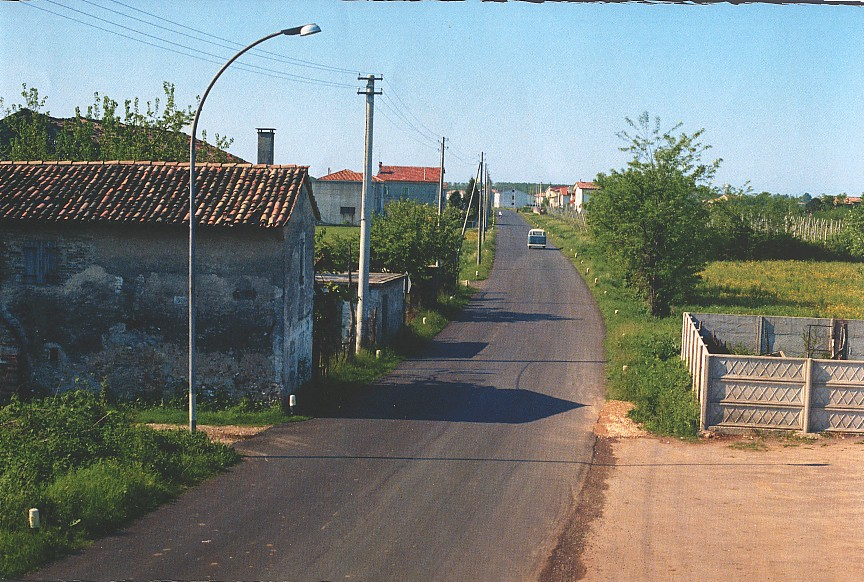
Santandrà, Via Croce (anni ‘70)